# Sebastian Haupt
Sebastian Haupt (Heilbad Heiligenstadt, 17 dicembre 1985) è un ex skeletonista tedesco, campione mondiale a squadre ad Altenberg 2008.

## Biografia
Pratica lo skeleton dal 2001 e ha iniziato a gareggiare per la squadra nazionale tedesca nel 2003, debuttando in Coppa Europa nella stagione 2003/04; vinse il trofeo generale nel 2008/09, che fu tra l'altro la stagione conclusiva della sua carriera. Si distinse nelle categorie giovanili vincendo la medaglia d'oro ai mondiali juniores di Altenberg 2007.
Esordì invece in Coppa del Mondo nella penultima tappa della stagione 2005/06, il 12 gennaio 2006 a Schönau am Königssee, dove colse anche il suo primo podio nonché la sua prima vittoria, imponendosi nel singolo. Detiene quale miglior piazzamento in classifica generale in tredicesimo posto, raggiunto nella stagione d'esordio.
Ha partecipato ai giochi olimpici invernali di a Torino 2006, classificandosi al nono posto nel singolo.
Prese inoltre parte ai campionati mondiali di Altenberg 2008, conquistando la medaglia d'oro nella competizione a squadre e piazzandosi settimo nella gara individuale.
Ha altresì vinto una medaglia d'argento agli europei, ottenuta nel singolo a Cesana Torinese 2008 e detiene due titoli nazionali, vinti nel 2006 e nel 2008.

## Palmarès

### Mondiali
- 1 medaglia:
  - 1 oro (gara a squadre ad Altenberg 2008).

### Europei
- 1 medaglia:
  - 1 argento (singolo a Cesana Torinese 2008).

### Mondiali juniores
- 1 medaglia:
  - 1 oro (singolo ad Altenberg 2007).

### Coppa del Mondo
- Miglior piazzamento in classifica generale: 13º nel 2005/06.
- 2 podi (nel singolo):
  - 1 vittoria;
  - 1 secondo posto.

#### Coppa del Mondo - vittorie
| Data            | Luogo                | Paese    | Disciplina |
| --------------- | -------------------- | -------- | ---------- |
| 12 gennaio 2006 | Schönau am Königssee | Germania | singolo    |

### Campionati tedeschi
- 3 medaglie:
  - 2 ori (singolo a Winterberg 2006; singolo ad Altenberg 2008);
  - 1 bronzo (singolo a Schönau am Königssee 2007).

### Circuiti minori

#### Coppa Intercontinentale
- Miglior piazzamento in classifica generale: 11º nel 2007/08[2];
- 2 podi[2] (nel singolo):
  - 2 vittorie.

#### Coppa Europa
- Vincitore della classifica generale nel 2008/09;
- 9 podi[2] (tutti nel singolo):
  - 5 vittorie;
  - 1 secondo posto;
  - 1 terzo posto.

#### Coppa Nordamericana
- Miglior piazzamento in classifica generale: 18º nel 2007/08[2];
- 1 podio[2] (tutti nel singolo):
  - 1 terzo posto.